# 125473 Keisaku
125473 Keisaku è un asteroide della fascia principale. Scoperto nel 2001, presenta un'orbita caratterizzata da un semiasse maggiore pari a 2,2787802 UA e da un'eccentricità di 0,1747676, inclinata di 4,84214° rispetto all'eclittica.